# GOM Encoder
GOM Encoder（ゴムエンコーダー、Gretech Online Movie Encoder）とは韓国グレテック（GRETECH）社が開発したエンコーダである。製品版（通常版、拡張版）と無料版がある。
無料版ではエンコードした画像にロゴも入るため、近年ではHandBrakeなど他のフリーの高機能なエンコーダに取って代われてしまった。
2015年11月25日版をもってバージョンアップが終了し、2015年11月30日には製品版の販売を終了した。2017年1月20日にはカスタマーサポートも終了している。

## 特徴
- GOM Playerで再生できるファイルは基本的に読み込むことができる。
- 無料版では製品版と同様にエンコードできる。ただし無料版でエンコードしたファイルには右上にロゴが埋め込まれ、試用期限の設定および一部設定に制限が課される。
- 携帯、スマートフォンに対応したファイル形式に多く対応している。
- テンプレートが充実していて操作がわかりやすく比較的高品質なエンコードが可能。
- エンコード速度は比較的速い。独自のエンコードエンジンを使用している（ように見える）。
- 製品版（拡張版）は、通常版にはない機能としてMP3音声の埋め込み、DivX形式の出力も可能。

## LGPLライセンスへの違反嫌疑
2010年6月、インストーラーに含まれるGVC.dllがFFmpegの成果物であるにもかかわらず、ソースの開示などがなされていないと指摘を受けている。